# Капела де Пиченарди
Капела де Пиченарди (итал. Cappella de' Picenardi) је насеље у Италији у округу Кремона, региону Ломбардија.
Према процени из 2011. у насељу је живело 286 становника. Насеље се налази на надморској висини од 40 м.

## Становништво
| 1936. | 1951. | 1961. | 1971. | 1981. | 1991. | 2001. | 2011. |
| ----- | ----- | ----- | ----- | ----- | ----- | ----- | ----- |
| 1.720 | 1.623 | 1.242 | 809   | 630   | 459   | 424   | 439   |